# Piano nazionale scuola digitale
Il Piano Nazionale Scuola Digitale (PNSD) è un documento di indirizzo dal Ministero dell’Istruzione italiano redatto nel 2015 finalizzato al lancio di una strategia complessiva di innovazione della scuola italiana e per un nuovo posizionamento del suo sistema educativo nell’era digitale. 

## Storia del documento
Il documento stesso sostiene che la discussione sulla redazione di un Piano Nazionale Scuola Digitale viene avviata nel 2007 ed è correlata ad una serie di iniziative precedenti. 
Tra il 2008 e il 2012 vengono portate avanti una serie di iniziative per portare il digitale in classe indipendentemente dalle discipline trattate. A partire dal 2006 e poi dal 2008 viene sostenuto l’uso nella didattica in classe della Lavagna interattiva multimediale (LIM); dal 2009 con Cl@ssi 2.0 si promuove la creazione di ambienti di apprendimento interattivi con il coinvolgimento di 416 classi; nel 2020 l’iniziativa Editoria digitale scolastica finanzia la produzione di contenuti digitali in 20 istituti scolastici; nel 2011 Scuol@ 2.0 potenzia il funzionamento di 14 istituti scolastici; nel 2012 vengono avviati gli accordi MIUR-Regioni a sostegno delle azioni Cl@ssi 2.0 e Scuol@ 2.0; nel 2012 viene sostenuta la creazione di 45 Centri Scolastici Digitali (CSD) in territorio particolarmente isolati, come piccole isole e zone montane. Alcune di queste istituzioni sono poi state coinvolte nell'ambito di European Schoolnet all'interno dei progetti E-twinning, Creative Classroom Lab, Living Schools Lab, Itec, Sennet e Scientix.
Nel 2013-2014 l’azione relativa al Wi-fi permette di stanziare risorse per 1.554 progetti grazie all’articolo 11 del decreto-legge n. 104 del 2013 che stanzia 15 milioni di euro per la connettività wireless nelle scuole. I Poli Formativi (38 interprovinciali e 18 regionali) sono istituzioni scolastiche che organizzano e gestiscono corsi di formazione per docenti sul digitale.
La Programmazione operativa nazionale (PON Istruzione) 2007-2013 è realizzato con risorse europee e si focalizza sulle sole regioni Campania, Calabria, Sicilia e Puglia, coinvolgendo 3600 istituti nell’accrescere la diffusione, l’accesso e l’uso dell’informazione nella scuola.
Nell’ambito del POM Istruzione sono sosteniti progetti “Didatec Base e Avanzato” coinvolgendo 480 scuole e producendo 20 unità didattiche: 15 materiali dedicati alla scuola dell’infanzia sull’uso delle tecnologie per la didattica e all’educazione ai media digitali, più 5 materiali di documentazione di esperienze relative al coding. 
Queste esperienze sono documentate in una collaborazione RAI, MIUR e Indire nella trasmissione Rai Scuola “Generazione digitale”. Le risorse didattiche sono pubblicate nella piattaforma “Scuola Valore” curata da Indire e Indire gestisce anche la rete italiana delle avanguardie educative.
Il sottotitolo del documento “La Buona Scuola. Facciamo crescere il paese” fa riferimento alla legge 107/2015 - chiamata anche “Buona Scuola“ - che sostiene l’autonomia delle istituzioni scolastiche accompagnata dalla redazione di un piano triennale dell’offerta formativa con lo scopo, tra gli altri, di “realizzare una scuola aperta, quale laboratorio permanente di ricerca, sperimentazione e innovazione didattica, di partecipazione e di educazione alla cittadinanza attiva” e che prevede l’”introduzione di tecnologie innovative” (art. 1). Inoltre la legge include nel punto h tra le nuove azioni lo “sviluppo delle competenze digitali degli studenti, con particolare riguardo al pensiero computazionale, all'utilizzo critico e consapevole dei social network e dei media nonché alla produzione e ai legami con il mondo del lavoro”.

## Situazione della scuola digitale in Italia
Piano Nazionale Scuola Digitale presenta una serie di dati dell'Osservatorio tecnologico del MIUR, un ente istituito nel 2000 e che raccogliere i dati del processo di digitalizzazione delle scuole con tassi di risposta del 97,6% nelle scuole statali e del 54,1% nelle scuole paritarie. L'Osservatorio tecnologico per l'anno 2014/2015 struttura le sue analisi su tre ambiti: dematerializzazione dei servizi (siti e portali, comunicazione scuola-famiglia, registro elettronico di classe e del docente, gestione centralizzata dei contenuti didattici multimediali); dotazione tecnologica dei laboratori e delle biblioteche (connessioni, computer, LIM e proiettori interattivi) e dotazioni tecnologiche delle aule (connessioni, devices fissi e mobili in dotazione a studenti e docenti, LIM e proiettori interattivi). L'indicatore OCSE monitora la dotazione di computer e altri device per uso didattico per alunno e altri indicatori per le competenze digitali. 
Nel 2019 viene pubblicata da Agcom la ricerca "Educare Digitale Lo stato di sviluppo della scuola digitale. Un sistema complesso ed integrato di risorse digitali abilitanti" che fornisce una presentazione della digitalizzazione del sistema scolastico italiano, fornendo informazioni a partire dal livello di infrastruttura delle scuole. 
| Ambito                                | Servizi digitali, connettività e dotazioni tecnologiche nelle scuole italiane                                                    | 2000 | 2007  | 2013             | 2014/2015                                     | 2015/2016 | 2017 | 2018            | 2020   |
| ------------------------------------- | --- | ---- | ----- | ---------------- | --------------------------------------------- | --------- | ---- | --------------- | ------ |
|                                       | Numero di istituzioni scolastiche                                                                                                |      |       |                  |                                               |           |      |                 | 25.462 |
| Dematerializzazione dei servizi       | Istituzioni scolastiche con un proprio sito web                                                                                  |      |       |                  | 99,3%                                         |           |      |                 |        |
| Dematerializzazione dei servizi       | Istituzioni scolastiche che usano forme di comunicazione scuola-famiglia online                                                  |      |       |                  | 58,3%                                         |           |      |                 |        |
| Dematerializzazione dei servizi       | Istituzioni scolastiche che usano una tipologia di registro elettronico di classe                                                |      |       |                  | 69,2%                                         |           |      |                 |        |
| Dematerializzazione dei servizi       | Istituzioni scolastiche che usano il registro elettronico del docente                                                            |      |       |                  | 73,6%                                         |           |      |                 |        |
| Dematerializzazione dei servizi       | Istituzioni scolastiche che usano per la didattica forme di gestione centralizzata LMS Learning Management Systems (come Moodle) |      |       |                  | 16,5%                                         |           |      |                 |        |
| Dotazioni delle aule                  | Aule connesse in rete |      |       |                  | 326.000                                       |           |      |                 |        |
| Dotazioni delle aule                  | Istituzioni scolastiche con almeno un'aula connessa                                                                              |      |       |                  | 33.000                                        |           |      |                 |        |
| Dotazioni delle aule                  | Istituzioni scolastiche con banda larga                                                                                          |      |       |                  |                                               |           | 13%  |                 |        |
| Dotazioni delle aule                  | Istituzioni scolastiche connesse                                                                                                 |      |       |                  |                                               |           | 60%  |                 |        |
| Dotazioni delle aule                  | Aule cablate o con connessione wireless                                                                                          |      |       |                  | 70%                                           |           |      |                 | 90%    |
| Dotazioni delle aule                  | Aule con LIM |      |       |                  | 41,9%                                         |           |      |                 |        |
| Dotazioni delle aule                  | Aule con proiettore interattivo                                                                                                  |      |       |                  | 6,1%                                          |           |      |                 |        |
| Dotazioni di laboratori e biblioteche | Laboratori nelle scuole |      |       |                  | 65.650                                        |           |      |                 |        |
| Dotazioni di laboratori e biblioteche | Media di laboratori per istituto                                                                                                 |      |       |                  | 7,8                                           |           |      |                 |        |
| Dotazioni di laboratori e biblioteche | Laboratori cablati o con connessione wireless                                                                                    |      |       |                  | 82,5%                                         |           |      |                 |        |
| Dotazioni di laboratori e biblioteche | Laboratori con LIM |      |       |                  | 43,6%                                         |           |      |                 |        |
| Dotazioni di laboratori e biblioteche | Laboratori con proiettore interattivo                                                                                            |      |       |                  | 16,9%                                         |           |      |                 |        |
| Totali dotazioni tecnologiche         | Dotazioni tecnologiche nelle aule                                                                                                |      |       |                  | 650.000                                       |           |      |                 |        |
| Totali dotazioni tecnologiche         | Dotazioni tecnologiche nei laboratori                                                                                            |      |       |                  | 605.000                                       |           |      |                 |        |
| Totali dotazioni tecnologiche         | Dotazioni tecnologiche nelle biblioteche scolastiche                                                                             |      |       |                  | 45.000                                        |           |      |                 |        |
| Totali dotazioni tecnologiche         | Somma complessiva di dotazioni tecnologiche in aule, laboratori e biblioteche scolastiche                                        |      |       |                  | 1.300.000                                     |           |      |                 |        |
| Totali dotazioni tecnologiche         | Media nazionale del rapporto tecnologie per alunno                                                                               |      |       | 1 per 8,9 alunni | 1 per 7,9 alunni                              |           |      |                 |        |
| Amministrazione digitale              | Livello di saturazione degli archivi cartacei delle istituzioni scolastiche                                                      |      |       | 80%              |                                               |           |      |                 |        |
| Amministrazione digitale              | Istituzioni scolastiche con un sistema informatico di gestione documentale                                                       |      |       | 32%              |                                               |           |      |                 |        |
| Amministrazione digitale              | Istituzioni con un sistema informatico di conservazione sostitutiva a norma di legge                                             |      |       | 20%              |                                               |           |      |                 |        |
| Identità digitale                     | Carta dello Studente attive (identità digitale degli studenti)                                                                   |      |       |                  | 2.7 milioni                                   |           |      |                 |        |
| Identità digitale                     | Convenzioni totali attivate sulle carte dello Studente con partner pubblici e private                                            |      |       |                  | 47.000                                        |           |      |                 |        |
| Identità digitale                     | Convenzioni nazionali sulle Carte dello Studente                                                                                 |      |       |                  | 3.000                                         |           |      |                 |        |
| Identità digitale                     | Studenti registrati nel portale loStudio                                                                                         |      |       |                  | 1 milione                                     |           |      |                 |        |
| Identità digitale                     | Accessi alla settimana al portale loStudio                                                                                       |      |       |                  | 370.000                                       |           |      |                 |        |
| Adozioni digitali di libri di testo   | Secondaria di II grado - libro prevalentemente cartaceo con contenuti digitali integrativi                                       |      |       |                  |                                               | 35%       |      |                 |        |
| Adozioni digitali di libri di testo   | Secondaria di II grado - libro cartaceo e digitale                                                                               |      |       |                  |                                               | 63,9%     |      |                 |        |
| Adozioni digitali di libri di testo   | Secondaria di II grado - solo materiali digitali                                                                                 |      |       |                  |                                               | 1,1%      |      |                 |        |
| Adozioni digitali di libri di testo   | Secondaria di II grado - altri materiali e autoprodotti                                                                          |      |       |                  |                                               | 2%        |      |                 |        |
| Adozioni digitali di libri di testo   | Secondaria di I grado - libro prevalentemente cartaceo con contenuti digitali integrativi                                        |      |       |                  |                                               | 33,2%     |      |                 |        |
| Adozioni digitali di libri di testo   | Secondaria di I grado - libro cartaceo e digitale                                                                                |      |       |                  |                                               | 66,1%     |      |                 |        |
| Adozioni digitali di libri di testo   | Secondaria di I grado - solo materiali digitali                                                                                  |      |       |                  |                                               | 0,7%      |      |                 |        |
| Adozioni digitali di libri di testo   | Secondaria di I grado - altri materiali e autoprodotti                                                                           |      |       |                  |                                               | 1%        |      |                 |        |
| Competenze                            | Numeri di utenti Internet - Graduatoria dell'Italia rispetto agli altri paesi dell'Europa                                        |      |       |                  | 25ª posizione                                 |           |      |                 |        |
| Competenze                            | Numeri di utenti Internet |      |       |                  | 59%                                           |           |      |                 |        |
| Competenze                            | Competenze digitali di base - Graduatoria dell'Italia rispetto agli altri paesi dell'Europa                                      |      |       |                  | 23ª posizione                                 |           |      |                 |        |
| Competenze                            | Competenze digitali di base |      |       |                  | 47%                                           |           |      |                 |        |
| Competenze                            | Competenze digitali specialistiche - Graduatoria dell'Italia rispetto agli altri paesi dell'Europa                               |      |       |                  | 17ª posizione                                 |           |      |                 |        |
| Competenze                            | Laureati in discipline Scientifiche e Tecnologiche (STEM) - Graduatoria dell'Italia rispetto agli altri paesi dell'Europa        |      |       |                  | 22ª posizione                                 |           |      |                 |        |
| Competenze                            | Laureati in discipline Scientifiche e Tecnologiche (STEM)                                                                        |      |       |                  | 13 cittadini su 1.000                         |           |      |                 |        |
| Competenze                            | Uso dei computer in classe da parte di un quindicenne (dati OCSE)                                                                |      |       |                  | 19 minuti al giorno (media OCSE di 25 minuti) |           |      |                 |        |
| Competenze                            | Risultati per il problem-solving (dati OCSE-PISA)                                                                                |      |       |                  | 510 (media 500)                               |           |      |                 |        |
| Competenze                            | Risultati per le competenze in matematica (dati OCSE-PISA)                                                                       |      |       |                  | 485 (media 494)                               |           |      |                 |        |
| Competenze                            | Risultati per le competenze in scienze (dati OCSE-PISA)                                                                          |      |       |                  | 494 (media 501)                               |           |      |                 |        |
| Formazione docenti                    | Necessità di formazione ICT per docenti (OCSE TALIS 2013)                                                                        |      |       |                  | 1º posto                                      |           |      |                 |        |
| Formazione docenti                    | Docenti che dichiariamo di non essere sufficientemente preparati per la didattica digitale (OCSE TALIS 2013)                     |      |       |                  | 37% (media 17%)                               |           |      |                 |        |
| Formazione docenti                    | Docenti oltre i 50 anni nella scuola secondaria (OCSE TALIS 2013)                                                                |      |       |                  | 1º posto                                      |           |      |                 |        |
| Formazione docenti                    | Docenti oltre i 50 anni nella scuola secondaria (OCSE TALIS 2013)                                                                |      |       |                  | 62% (media 35%)                               |           |      |                 |        |
| In generale                           | Digital Economy and Society Index (DESI)                                                                                         |      |       |                  | 25º posto su 28                               |           |      | 25º posto su 28 |        |
| In generale                           | Economia strettamente digitale rispetto all'occupazione totale in Italia (OCSE)                                                  |      |       |                  | 2,54% (media 2,85%)                           |           |      |                 |        |
| In generale                           | Economia strettamente digitale rispetto al Pil (OCSE)                                                                            | 4,2% | 4,13% |                  | 3,72% (media 5,5%)                            |           |      |                 |        |

## Struttura del documento
Il Piano Nazionale Scuola Digitale presenta le azioni necessarie per trasformare la scuola italiana e dare al sistema educativo un nuovo posizionamento nell’era digitale identificando una serie di 35 azioni da realizzare tra il 2015 e il 2020. Il documento di 140 pagine è strutturato in 7 capitoli: 
1. Che cosa rappresenta questo documento con riferimento alla legge 107/2015 detta anche “Buona Scuola”
2. Da dove partiamo. Una presentazione della storia del piano nazionale scuola digitale e dei suoi investimenti; una sintesi sullo stato della scuola digitale in Italia e un sottocapitolo su “La Buona Scuola digitale esiste già”
3. Dove vogliamo arrivare e perché. Il piano è organizzato in quattro passaggi fondamentali: 1. strumenti (accesso; spazi e ambienti per l'apprendimento; amministrazione digitale; identità digitale); 2. competenze e contenuti (competenze degli studenti; digitale, imprenditorialità e lavoro; contenuti digitali); 3. formazione (la formazione del personale); 4. accompagnamento (la formazione del personale).
4. Come arrivarci: gli ambiti. Per ognuno dei passaggi fondamentali sono identificati con obiettivi e azioni.
5. Risorse. Si indica la distribuzione dei fondi dal 2015 al 2020.
6. Quando succede. Con le azioni che vengono avviate nel 2015 e quelle che vengono avviate nel 2016.
7. Elenco delle azioni. Con la lista completa delle 35 azioni distribuite tra i quattro passaggi fondamentali.

| Passaggi fondamentali                               |                                      | Obiettivi | Azioni |
| --------------------------------------------------- | ------------------------------------ | --- | --- |
| Strumenti                                           | Accesso                              | - Fornire a tutte le scuole le condizioni per l’accesso alla società dell’informazione - Fare in modo che il “Diritto a Internet” diventi una realtà, a partire dalla scuola - Coprire l’intera filiera dell’accesso digitale della scuola, per abilitare la didattica digitale | Azione #1 - Fibra per banda ultra-larga alla porta di ogni scuola                                                    |
| Strumenti                                           | Accesso                              | - Fornire a tutte le scuole le condizioni per l’accesso alla società dell’informazione - Fare in modo che il “Diritto a Internet” diventi una realtà, a partire dalla scuola - Coprire l’intera filiera dell’accesso digitale della scuola, per abilitare la didattica digitale | Azione #2 - Cablaggio interno di tutti gli spazi delle scuole (LAN/W-Lan)                                            |
| Strumenti                                           | Accesso                              | - Fornire a tutte le scuole le condizioni per l’accesso alla società dell’informazione - Fare in modo che il “Diritto a Internet” diventi una realtà, a partire dalla scuola - Coprire l’intera filiera dell’accesso digitale della scuola, per abilitare la didattica digitale | Azione #3 - Canone di connettività: il diritto a Internet parte a scuola                                             |
| Strumenti                                           | Spazi e ambienti per l'apprendimento | - Potenziare l’infrastrutturazione digitale della scuola con soluzioni “leggere”, sostenibili e inclusive - Trasformare i laboratori scolastici in luoghi per l’incontro tra sapere e saper fare, ponendo al centro l’innovazione - Passare da didattica unicamente “trasmissiva” a didattica attiva, promuovendo ambienti digitali flessibili - Allineare l’edilizia scolastica con l’evoluzione della didattica - Ripensare la scuola come interfaccia educativa aperta al territorio, all’interno e oltre gli edifici scolastici                                                                                                 | Azione #4 - Ambienti per la didattica digitale integrata                                                             |
| Strumenti                                           | Spazi e ambienti per l'apprendimento | - Potenziare l’infrastrutturazione digitale della scuola con soluzioni “leggere”, sostenibili e inclusive - Trasformare i laboratori scolastici in luoghi per l’incontro tra sapere e saper fare, ponendo al centro l’innovazione - Passare da didattica unicamente “trasmissiva” a didattica attiva, promuovendo ambienti digitali flessibili - Allineare l’edilizia scolastica con l’evoluzione della didattica - Ripensare la scuola come interfaccia educativa aperta al territorio, all’interno e oltre gli edifici scolastici                                                                                                 | Azione #5 - Challenge Prize per la scuola digitale (Ideas’ Box)                                                      |
| Strumenti                                           | Spazi e ambienti per l'apprendimento | - Potenziare l’infrastrutturazione digitale della scuola con soluzioni “leggere”, sostenibili e inclusive - Trasformare i laboratori scolastici in luoghi per l’incontro tra sapere e saper fare, ponendo al centro l’innovazione - Passare da didattica unicamente “trasmissiva” a didattica attiva, promuovendo ambienti digitali flessibili - Allineare l’edilizia scolastica con l’evoluzione della didattica - Ripensare la scuola come interfaccia educativa aperta al territorio, all’interno e oltre gli edifici scolastici                                                                                                 | Azione #6 - Linee guida per politiche attive di BYOD (Bring Your Own Device)                                         |
| Strumenti                                           | Spazi e ambienti per l'apprendimento | - Potenziare l’infrastrutturazione digitale della scuola con soluzioni “leggere”, sostenibili e inclusive - Trasformare i laboratori scolastici in luoghi per l’incontro tra sapere e saper fare, ponendo al centro l’innovazione - Passare da didattica unicamente “trasmissiva” a didattica attiva, promuovendo ambienti digitali flessibili - Allineare l’edilizia scolastica con l’evoluzione della didattica - Ripensare la scuola come interfaccia educativa aperta al territorio, all’interno e oltre gli edifici scolastici                                                                                                 | Azione #7 - Piano per l’apprendimento pratico                                                                        |
| Strumenti                                           | Spazi e ambienti per l'apprendimento | - Potenziare l’infrastrutturazione digitale della scuola con soluzioni “leggere”, sostenibili e inclusive - Trasformare i laboratori scolastici in luoghi per l’incontro tra sapere e saper fare, ponendo al centro l’innovazione - Passare da didattica unicamente “trasmissiva” a didattica attiva, promuovendo ambienti digitali flessibili - Allineare l’edilizia scolastica con l’evoluzione della didattica - Ripensare la scuola come interfaccia educativa aperta al territorio, all’interno e oltre gli edifici scolastici                                                                                                 | Sinergie – Edilizia Scolastica Innovativa                                                                            |
| Strumenti                                           | Identità digitale                    | - Associare un profilo digitale (unico) ad ogni persona nella scuola, in coerenza con sistema pubblico integrato per la gestione dell’identità digitale (SPID) - Ridurre la complessità nell’accesso ai servizi digitali MIUR - Associare il profilo digitale di docenti e studenti a servizi e applicazioni semplici ed efficaci, in coerenza con le politiche del Governo sul miglioramento dei servizi digitali al cittadino | Azione #8 - Sistema di Autenticazione unica (Single-Sign-On)                                                         |
| Strumenti                                           | Identità digitale                    | - Associare un profilo digitale (unico) ad ogni persona nella scuola, in coerenza con sistema pubblico integrato per la gestione dell’identità digitale (SPID) - Ridurre la complessità nell’accesso ai servizi digitali MIUR - Associare il profilo digitale di docenti e studenti a servizi e applicazioni semplici ed efficaci, in coerenza con le politiche del Governo sul miglioramento dei servizi digitali al cittadino | Azione #9 - Un profilo digitale per ogni studente                                                                    |
| Strumenti                                           | Identità digitale                    | - Associare un profilo digitale (unico) ad ogni persona nella scuola, in coerenza con sistema pubblico integrato per la gestione dell’identità digitale (SPID) - Ridurre la complessità nell’accesso ai servizi digitali MIUR - Associare il profilo digitale di docenti e studenti a servizi e applicazioni semplici ed efficaci, in coerenza con le politiche del Governo sul miglioramento dei servizi digitali al cittadino | Azione #10 - Un profilo digitale per ogni docente                                                                    |
| Strumenti                                           | Amministrazione digitale             | - Completare la digitalizzazione dell’amministrazione scolastica e della didattica e diminuire i processi che utilizzano solo carta - Potenziare i servizi digitali scuola-famiglia- studente - Aprire i dati e servizi della scuola a cittadini e imprese | Azione #11 - Digitalizzazione amministrativa della scuola                                                            |
| Strumenti                                           | Amministrazione digitale             | - Completare la digitalizzazione dell’amministrazione scolastica e della didattica e diminuire i processi che utilizzano solo carta - Potenziare i servizi digitali scuola-famiglia- studente - Aprire i dati e servizi della scuola a cittadini e imprese | Azione #12 - Registro elettronico                                                                                    |
| Strumenti                                           | Amministrazione digitale             | - Completare la digitalizzazione dell’amministrazione scolastica e della didattica e diminuire i processi che utilizzano solo carta - Potenziare i servizi digitali scuola-famiglia- studente - Aprire i dati e servizi della scuola a cittadini e imprese | Azione #13 - Strategia “Dati della scuola”                                                                           |
| Competenze e contenuti                              | Le competenze degli studenti         | - Definire una matrice comune di competenze digitali che ogni studente deve sviluppare - Sostenere i docenti nel ruolo di facilitatori di percorsi didattici innovativi, definendo con loro strategie didattiche per potenziare le competenze chiave - Coinvolgere gli studenti attraverso format didattici innovativi e ‘a obiettivo’ - Innovare i curricoli scolastici | Azione #14 - Un framework comune per le competenze digitali e l'educazione ai media degli studenti                   |
| Competenze e contenuti                              | Le competenze degli studenti         | - Definire una matrice comune di competenze digitali che ogni studente deve sviluppare - Sostenere i docenti nel ruolo di facilitatori di percorsi didattici innovativi, definendo con loro strategie didattiche per potenziare le competenze chiave - Coinvolgere gli studenti attraverso format didattici innovativi e ‘a obiettivo’ - Innovare i curricoli scolastici | Azione #15 - Scenari innovativi per lo sviluppo di competenze digitali applicate                                     |
| Competenze e contenuti                              | Le competenze degli studenti         | - Definire una matrice comune di competenze digitali che ogni studente deve sviluppare - Sostenere i docenti nel ruolo di facilitatori di percorsi didattici innovativi, definendo con loro strategie didattiche per potenziare le competenze chiave - Coinvolgere gli studenti attraverso format didattici innovativi e ‘a obiettivo’ - Innovare i curricoli scolastici | Azione #16 - Una research unit per le Competenze del 21mo secolo                                                     |
| Competenze e contenuti                              | Le competenze degli studenti         | - Definire una matrice comune di competenze digitali che ogni studente deve sviluppare - Sostenere i docenti nel ruolo di facilitatori di percorsi didattici innovativi, definendo con loro strategie didattiche per potenziare le competenze chiave - Coinvolgere gli studenti attraverso format didattici innovativi e ‘a obiettivo’ - Innovare i curricoli scolastici | Azione #17 - Portare il pensiero computazionale a tutta la scuola primaria                                           |
| Competenze e contenuti                              | Le competenze degli studenti         | - Definire una matrice comune di competenze digitali che ogni studente deve sviluppare - Sostenere i docenti nel ruolo di facilitatori di percorsi didattici innovativi, definendo con loro strategie didattiche per potenziare le competenze chiave - Coinvolgere gli studenti attraverso format didattici innovativi e ‘a obiettivo’ - Innovare i curricoli scolastici | Azione #18 - Aggiornare il curricolo di “Tecnologia” alla scuola secondaria di primo grado                           |
| Competenze e contenuti                              | Digitale, imprenditorialità e lavoro | - Colmare il divario digitale, sia in termini di competenze che occupazioni, che caratterizza particolarmente il nostro Paese - Promuovere carriere in ambito “STEAM” (Science, Technology, Engineering, Arts & Maths) - Valorizzare il rapporto tra scuola e lavoro - Coinvolgere gli studenti come leva di digitalizzazione delle imprese e come traino per le vocazioni dei territori - Promuovere la creatività, l’imprenditorialità e il protagonismo degli studenti nel quadro della valorizzazione delle competenze chiave e per la vita all’interno dei curricola scolastici                                                | Azione #19 - Un curricolo per l’imprenditorialità (digitale)                                                         |
| Competenze e contenuti                              | Digitale, imprenditorialità e lavoro | - Colmare il divario digitale, sia in termini di competenze che occupazioni, che caratterizza particolarmente il nostro Paese - Promuovere carriere in ambito “STEAM” (Science, Technology, Engineering, Arts & Maths) - Valorizzare il rapporto tra scuola e lavoro - Coinvolgere gli studenti come leva di digitalizzazione delle imprese e come traino per le vocazioni dei territori - Promuovere la creatività, l’imprenditorialità e il protagonismo degli studenti nel quadro della valorizzazione delle competenze chiave e per la vita all’interno dei curricola scolastici                                                | Azione #20 - Girls in Tech & Science Azione #21 - Piano Carriere Digitali                                            |
| Competenze e contenuti                              | Digitale, imprenditorialità e lavoro | - Colmare il divario digitale, sia in termini di competenze che occupazioni, che caratterizza particolarmente il nostro Paese - Promuovere carriere in ambito “STEAM” (Science, Technology, Engineering, Arts & Maths) - Valorizzare il rapporto tra scuola e lavoro - Coinvolgere gli studenti come leva di digitalizzazione delle imprese e come traino per le vocazioni dei territori - Promuovere la creatività, l’imprenditorialità e il protagonismo degli studenti nel quadro della valorizzazione delle competenze chiave e per la vita all’interno dei curricola scolastici                                                | Sinergie - Alternanza Scuola-Lavoro per l’impresa digitale                                                           |
| Competenze e contenuti                              | Contenuti digitali                   | - Incentivare il generale utilizzo di contenuti digitali di qualità, in tutte le loro forme, in attuazione del Decreto ministeriale sui Libri Digitali - Promuovere innovazione, diversità e condivisione di contenuti didattici e opere digitali - Bilanciare qualità e apertura nella produzione di contenuti didattici, nel rispetto degli interessi di scuole, autori e settore privato | Azione #22 - Standard minimi e interoperabilità degli ambienti on line per la didattica                              |
| Competenze e contenuti                              | Contenuti digitali                   | - Incentivare il generale utilizzo di contenuti digitali di qualità, in tutte le loro forme, in attuazione del Decreto ministeriale sui Libri Digitali - Promuovere innovazione, diversità e condivisione di contenuti didattici e opere digitali - Bilanciare qualità e apertura nella produzione di contenuti didattici, nel rispetto degli interessi di scuole, autori e settore privato | Azione #23 - Promozione delle Risorse Educative Aperte (OER) e linee guida su autoproduzione dei contenuti didattici |
| Competenze e contenuti                              | Contenuti digitali                   | - Incentivare il generale utilizzo di contenuti digitali di qualità, in tutte le loro forme, in attuazione del Decreto ministeriale sui Libri Digitali - Promuovere innovazione, diversità e condivisione di contenuti didattici e opere digitali - Bilanciare qualità e apertura nella produzione di contenuti didattici, nel rispetto degli interessi di scuole, autori e settore privato | Azione #24 - Biblioteche Scolastiche come ambienti di alfabetizzazione all’uso delle risorse informative digitali    |
| Formazione                                          | La formazione del personale          | - Rafforzare la preparazione del personale in materia di competenze digitali, raggiungendo tutti gli attori della comunità scolastica - Promuovere il legame tra innovazione didattica e tecnologie digitali - Sviluppare standard efficaci, sostenibili e continui nel tempo per la formazione all’innovazione didattica - Rafforzare la formazione all’innovazione didattica a tutti i livelli (iniziale, in ingresso, in servizio) | Azione #25 - Formazione in servizio per l’innovazione didattica e organizzativa                                      |
| Formazione                                          | La formazione del personale          | - Rafforzare la preparazione del personale in materia di competenze digitali, raggiungendo tutti gli attori della comunità scolastica - Promuovere il legame tra innovazione didattica e tecnologie digitali - Sviluppare standard efficaci, sostenibili e continui nel tempo per la formazione all’innovazione didattica - Rafforzare la formazione all’innovazione didattica a tutti i livelli (iniziale, in ingresso, in servizio) | Azione #26 - Rafforzare la formazione iniziale sull’innovazione didattica                                            |
| Formazione                                          | La formazione del personale          | - Rafforzare la preparazione del personale in materia di competenze digitali, raggiungendo tutti gli attori della comunità scolastica - Promuovere il legame tra innovazione didattica e tecnologie digitali - Sviluppare standard efficaci, sostenibili e continui nel tempo per la formazione all’innovazione didattica - Rafforzare la formazione all’innovazione didattica a tutti i livelli (iniziale, in ingresso, in servizio) | Azione #27 - Assistenza tecnica per le scuole del primo ciclo                                                        |
| Formazione                                          | La formazione del personale          | - Rafforzare la preparazione del personale in materia di competenze digitali, raggiungendo tutti gli attori della comunità scolastica - Promuovere il legame tra innovazione didattica e tecnologie digitali - Sviluppare standard efficaci, sostenibili e continui nel tempo per la formazione all’innovazione didattica - Rafforzare la formazione all’innovazione didattica a tutti i livelli (iniziale, in ingresso, in servizio) | Sinergie - La nuova formazione per i neoassunti                                                                      |
| Accompagnare la scuola nella sfida dell'innovazione | La formazione del personale          | - Innovare le forme di accompagnamento alle scuole - Propagare l’innovazione all’interno di ogni scuola - Dare una dimensione territoriale al Piano Nazionale Scuola Digitale - Abilitare e rafforzare strumenti per la collaborazione intelligente di partner esterni alla scuola sulle azioni del Piano - Trasformare il monitoraggio della scuola digitale, da amministrativo a strategico, dando una dimensione permanente al Piano - Monitorare, a livello quantitativo e qualitativo, l’intero Piano e la sua attuazione - Rafforzare il rapporto tra il Piano e la dimensione scientifica del rapporto tra scuola e digitale | Azione #28 - Un animatore digitale in ogni scuola                                                                    |
| Accompagnare la scuola nella sfida dell'innovazione | La formazione del personale          | - Innovare le forme di accompagnamento alle scuole - Propagare l’innovazione all’interno di ogni scuola - Dare una dimensione territoriale al Piano Nazionale Scuola Digitale - Abilitare e rafforzare strumenti per la collaborazione intelligente di partner esterni alla scuola sulle azioni del Piano - Trasformare il monitoraggio della scuola digitale, da amministrativo a strategico, dando una dimensione permanente al Piano - Monitorare, a livello quantitativo e qualitativo, l’intero Piano e la sua attuazione - Rafforzare il rapporto tra il Piano e la dimensione scientifica del rapporto tra scuola e digitale | Azione #29 - Accordi territoriali                                                                                    |
| Accompagnare la scuola nella sfida dell'innovazione | La formazione del personale          | - Innovare le forme di accompagnamento alle scuole - Propagare l’innovazione all’interno di ogni scuola - Dare una dimensione territoriale al Piano Nazionale Scuola Digitale - Abilitare e rafforzare strumenti per la collaborazione intelligente di partner esterni alla scuola sulle azioni del Piano - Trasformare il monitoraggio della scuola digitale, da amministrativo a strategico, dando una dimensione permanente al Piano - Monitorare, a livello quantitativo e qualitativo, l’intero Piano e la sua attuazione - Rafforzare il rapporto tra il Piano e la dimensione scientifica del rapporto tra scuola e digitale | Azione #30 - Stakeholders’ Club per la scuola digitale                                                               |
| Accompagnare la scuola nella sfida dell'innovazione | La formazione del personale          | - Innovare le forme di accompagnamento alle scuole - Propagare l’innovazione all’interno di ogni scuola - Dare una dimensione territoriale al Piano Nazionale Scuola Digitale - Abilitare e rafforzare strumenti per la collaborazione intelligente di partner esterni alla scuola sulle azioni del Piano - Trasformare il monitoraggio della scuola digitale, da amministrativo a strategico, dando una dimensione permanente al Piano - Monitorare, a livello quantitativo e qualitativo, l’intero Piano e la sua attuazione - Rafforzare il rapporto tra il Piano e la dimensione scientifica del rapporto tra scuola e digitale | Azione #31 - Un galleria per la raccolta di pratiche                                                                 |
| Accompagnare la scuola nella sfida dell'innovazione | La formazione del personale          | - Innovare le forme di accompagnamento alle scuole - Propagare l’innovazione all’interno di ogni scuola - Dare una dimensione territoriale al Piano Nazionale Scuola Digitale - Abilitare e rafforzare strumenti per la collaborazione intelligente di partner esterni alla scuola sulle azioni del Piano - Trasformare il monitoraggio della scuola digitale, da amministrativo a strategico, dando una dimensione permanente al Piano - Monitorare, a livello quantitativo e qualitativo, l’intero Piano e la sua attuazione - Rafforzare il rapporto tra il Piano e la dimensione scientifica del rapporto tra scuola e digitale | Azione #32 - Dare alle reti innovative un ascolto permanente                                                         |
| Accompagnare la scuola nella sfida dell'innovazione | La formazione del personale          | - Innovare le forme di accompagnamento alle scuole - Propagare l’innovazione all’interno di ogni scuola - Dare una dimensione territoriale al Piano Nazionale Scuola Digitale - Abilitare e rafforzare strumenti per la collaborazione intelligente di partner esterni alla scuola sulle azioni del Piano - Trasformare il monitoraggio della scuola digitale, da amministrativo a strategico, dando una dimensione permanente al Piano - Monitorare, a livello quantitativo e qualitativo, l’intero Piano e la sua attuazione - Rafforzare il rapporto tra il Piano e la dimensione scientifica del rapporto tra scuola e digitale | Azione #33 - Osservatorio per la Scuola Digitale                                                                     |
| Accompagnare la scuola nella sfida dell'innovazione | La formazione del personale          | - Innovare le forme di accompagnamento alle scuole - Propagare l’innovazione all’interno di ogni scuola - Dare una dimensione territoriale al Piano Nazionale Scuola Digitale - Abilitare e rafforzare strumenti per la collaborazione intelligente di partner esterni alla scuola sulle azioni del Piano - Trasformare il monitoraggio della scuola digitale, da amministrativo a strategico, dando una dimensione permanente al Piano - Monitorare, a livello quantitativo e qualitativo, l’intero Piano e la sua attuazione - Rafforzare il rapporto tra il Piano e la dimensione scientifica del rapporto tra scuola e digitale | Azione #34 - Un comitato Scientifico che allinei il Piano alle pratiche internazionali                               |
| Accompagnare la scuola nella sfida dell'innovazione | La formazione del personale          | - Innovare le forme di accompagnamento alle scuole - Propagare l’innovazione all’interno di ogni scuola - Dare una dimensione territoriale al Piano Nazionale Scuola Digitale - Abilitare e rafforzare strumenti per la collaborazione intelligente di partner esterni alla scuola sulle azioni del Piano - Trasformare il monitoraggio della scuola digitale, da amministrativo a strategico, dando una dimensione permanente al Piano - Monitorare, a livello quantitativo e qualitativo, l’intero Piano e la sua attuazione - Rafforzare il rapporto tra il Piano e la dimensione scientifica del rapporto tra scuola e digitale | Azione #35 - Il monitoraggio dell’intero Piano                                                                       |
| Accompagnare la scuola nella sfida dell'innovazione | La formazione del personale          | - Innovare le forme di accompagnamento alle scuole - Propagare l’innovazione all’interno di ogni scuola - Dare una dimensione territoriale al Piano Nazionale Scuola Digitale - Abilitare e rafforzare strumenti per la collaborazione intelligente di partner esterni alla scuola sulle azioni del Piano - Trasformare il monitoraggio della scuola digitale, da amministrativo a strategico, dando una dimensione permanente al Piano - Monitorare, a livello quantitativo e qualitativo, l’intero Piano e la sua attuazione - Rafforzare il rapporto tra il Piano e la dimensione scientifica del rapporto tra scuola e digitale | Sinergie - Piano Triennale per l’Offerta Formativa                                                                   |

## Implementazione del Piano nazionale scuola digitale

### Allocazione risorse economiche e governi
Nel Piano Nazionale Scuola Digitale è inclusa la pianificazione per l'avvio delle attività nel 2015 e nel 2016, e una serie di fondi allocati tra il 2015 e il 2020. 
Nel 2019 Paolo Maria Ferri critica la riduzione degli investimenti per la realizzazione del Piano Nazionale Scuola Digitale scrivendo che "da quando si è insediato il nuovo esecutivo [Marco Bussetti e il suo sottosegretario Salvatore Giuliano] e da quando non lavorano più al PNSD i suoi autori e animatori, Damien Lanfrey e Donatella Solda, l’attenzione del Governo sulla “didattica digitalmente aumentata” è scemata. Restano solo alcune “dichiarazioni” di principio ed interviste e, come vedremo, un singolo provvedimento in sette mesi che investe solo 35 dei circa 500 milioni che la “Buona Scuola” e i ministri del centro-sinistra avevano lasciato in eredità per il biennio 2018-2020, dopo aver investito tra il 2016 e il 2018 i primi 500 milioni".
| Governo           | Periodo in carica                   | Ministro dell'Istruzione | Partito                          | Periodo in carica                   |
| ----------------- | ----------------------------------- | ------------------------ | -------------------------------- | ----------------------------------- |
| Governo Renzi     | 22 febbraio 2014 - 12 dicembre 2016 | Stefania Giannini(1960)  | Scelta CivicaPartito Democratico | 22 febbraio 2014 - 12 dicembre 2016 |
| Governo Gentiloni | 12 dicembre 2016 - 1º giugno 2018   | Valeria Fedeli(1949)     | Partito Democratico              | 12 dicembre 2016 - 1º giugno 2018   |
| Governo Conte I   | 1º giugno 2018 - 5 settembre 2019   | Marco Bussetti(1962)     | Indipendente                     | 1º giugno 2018 - 5 settembre 2019   |
| Governo Conte II  | 5 settembre 2019 - 13 febbraio 2021 | Lorenzo Fioramonti(1977) | Movimento 5 Stelle               | 5 settembre 2019 - 25 dicembre 2019 |
| Governo Conte II  | 5 settembre 2019 - 13 febbraio 2021 | Lucia Azzolina(1982)     | Movimento 5 Stelle               | 10 gennaio 2020 - 13 febbraio 2021  |
| Governo Draghi    | 13 febbraio 2021 -                  | Patrizio Bianchi(1952)   | Indipendente                     | 13 febbraio 2021 -                  |

### L'impatto della pandemia
Nel 2020 lo pandemia di covid19 e i lockdown hanno un impatto enorme sulla scuola con l'interruzione dell'attività didattica in presenza e la necessità di organizzare rapidamente la didattica a distanza. Nel corso dell’anno 2020, il Ministero dell'Istruzione stanzia risorse per l’acquisto di piattaforme e strumenti digitali per l’apprendimento a distanza, per la messa a disposizione agli studenti meno abbienti di dispositivi digitali e di connessione internet, per la formazione del personale scolastico, per il finanziamento di azioni didattiche in favore degli studenti con bisogni educativi speciali. A marzo 2020 viene prodotto il provvedimento "Didattica a distanza: prime indicazioni" dell’Autorità garante per la protezione dei dati personali. Ad agosto 2020 vengono redatte le "Linee guida per la Didattica digitale integrata" che forniscono indicazioni per la progettazione del Piano scolastico per la didattica digitale integrata (DDI) che deve essere adottato in particolare nelle scuole secondarie di II grado in modalità complementare alla didattica in presenza e dalle altre istituzioni nel caso il contenimento del contagio rendesse necessario sospendere le attività in presenza. 
A distanza di 5 anni dalla redazione del Piano Nazionale Scuola Digitale emerge la necessità di valutarne l'impatto e il proseguimento anche alla luce dei cambiamenti della scuola negli anni della pandemia.
Le valutazioni del Piano Nazionale Scuola Digitale del 2020 enfatizzano l'importanza di continuare il lavoro avviato dal piano, aggiornarlo e potenziare la formazione. Gabriele Benassi spiega che "Le indagini statistiche e i diversi monitoraggi fanno emergere con chiarezza che, dove la triade strumenti/competenze/formazione si è sviluppata in modo integrato e graduale, l’innovazione si è radicata nel tessuto scolastico contribuendo ad una sostanziale “normalizzazione del digitale. Dove questo non è avvenuto, questa “normalizzazione” è ancora lontana dal vedersi e si procede per slanci e pause". 
L'atto di indirizzo politico-istituzionale anno 2021 del Ministero dell’Istruzione identifica 10 priorità. Tra queste la priorità 2 è dedicata a "Innovare metodologie didattiche e ambienti di apprendimento" all'interno della quale si fa esplicito riferimento al Piano nazionale scuola digitale; inoltre nella priorità 5 focalizzata su "Incentivare i processi di reclutamento, formazione e valorizzazione del personale scolastico" si dà importanza alla "tematica delle metodologie didattiche innovative, all’integrazione delle tecnologie digitali nell'attività didattica, alla cittadinanza digitale, al contrasto ai fenomeni del bullismo e del cyberbullismo, all’inclusione scolastica e all’impiego delle tecnologie assistive quale ausilio per l’inclusione didattica degli studenti con disabilità". Infine il digitale è citato anche nella priorità 10 riferita a "Innovare i processi gestionali: semplificare e digitalizzare per garantire efficacia, efficienza, economicità, legalità e trasparenza dell'azione amministrativa". 
L'atto di indirizzo politico istituzionale anno 2022 del Ministero dell'Istruzione definisce otto priorità politiche che orienteranno l’azione del Ministero per l’anno 2022 e per il triennio 2022-2024. Il documento è coerente con i documenti di programmazione economico-finanziaria (in particolare con il Documento di Economia e Finanza (DEF) 2021), le azioni definite dal Piano Nazionale di Ripresa e Resilienza (PNRR), con gli obiettivi di sviluppo sostenibile definiti dall’ONU, il quadro regolatorio applicabile al Sistema nazionale di istruzione e formazione e con la normativa vigente in materia di trasparenza e prevenzione della corruzione nelle Amministrazioni pubbliche. L'azione 2 è dedicata a "Potenziare l’offerta formativa nelle scuole di ogni ordine e grado" e prevede "STEM, competenze digitali e multilinguismo"; l'azione 3 è focalizzata nel "Promuovere processi di innovazione didattica e digitale" e prevede "Innovazione delle metodologie didattiche anche attraverso l’integrazione di strumenti digitali" (dove è esplicitamente citato il Piano nazionale scuola digitale) e la "Digitalizzazione infrastrutturale degli edifici scolastici".